# Larran
Larran (francès Larra) és un municipi del departament francès de l'Alta Garona, a la regió d'Occitània.

## Monuments

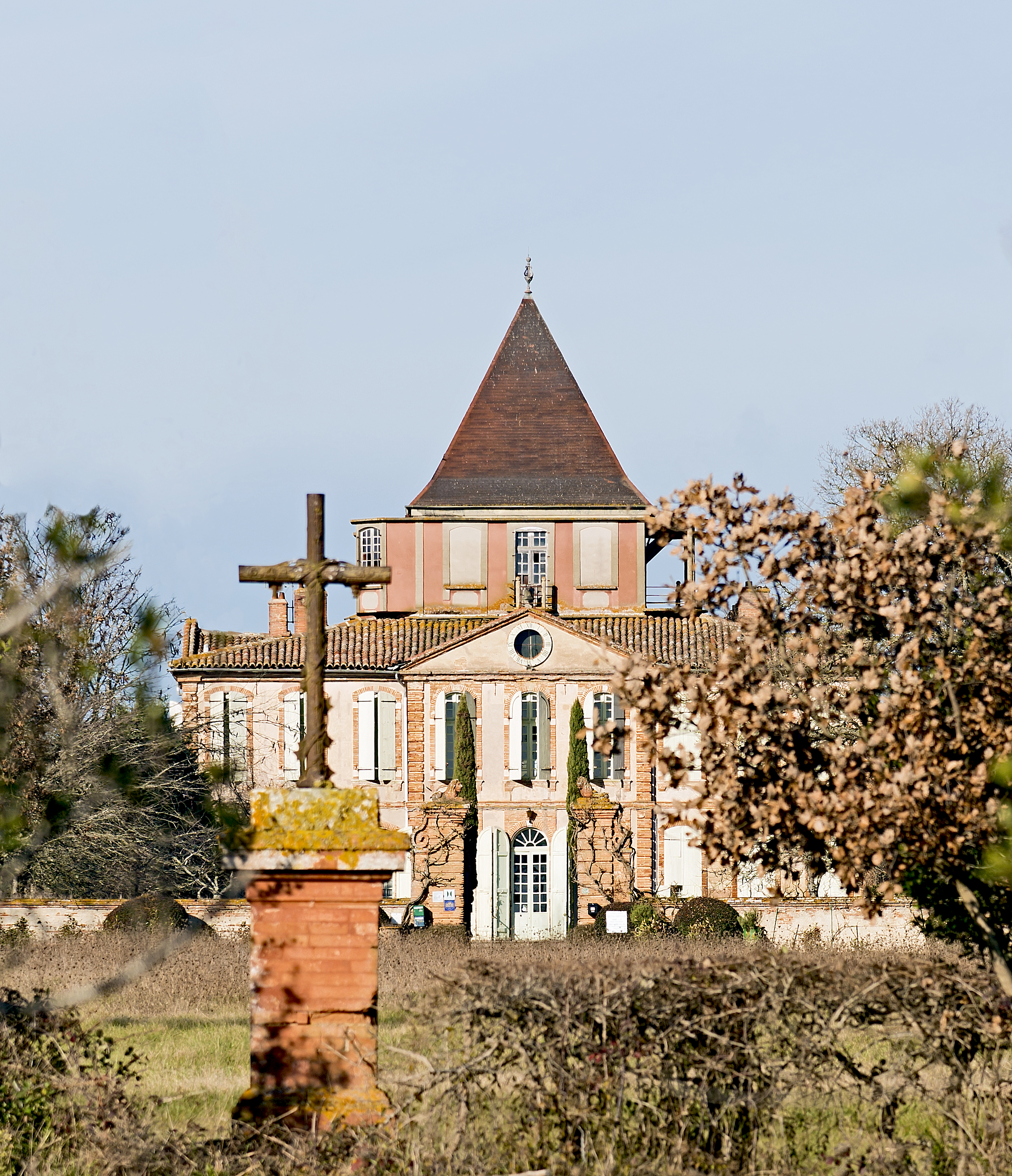
Castell.
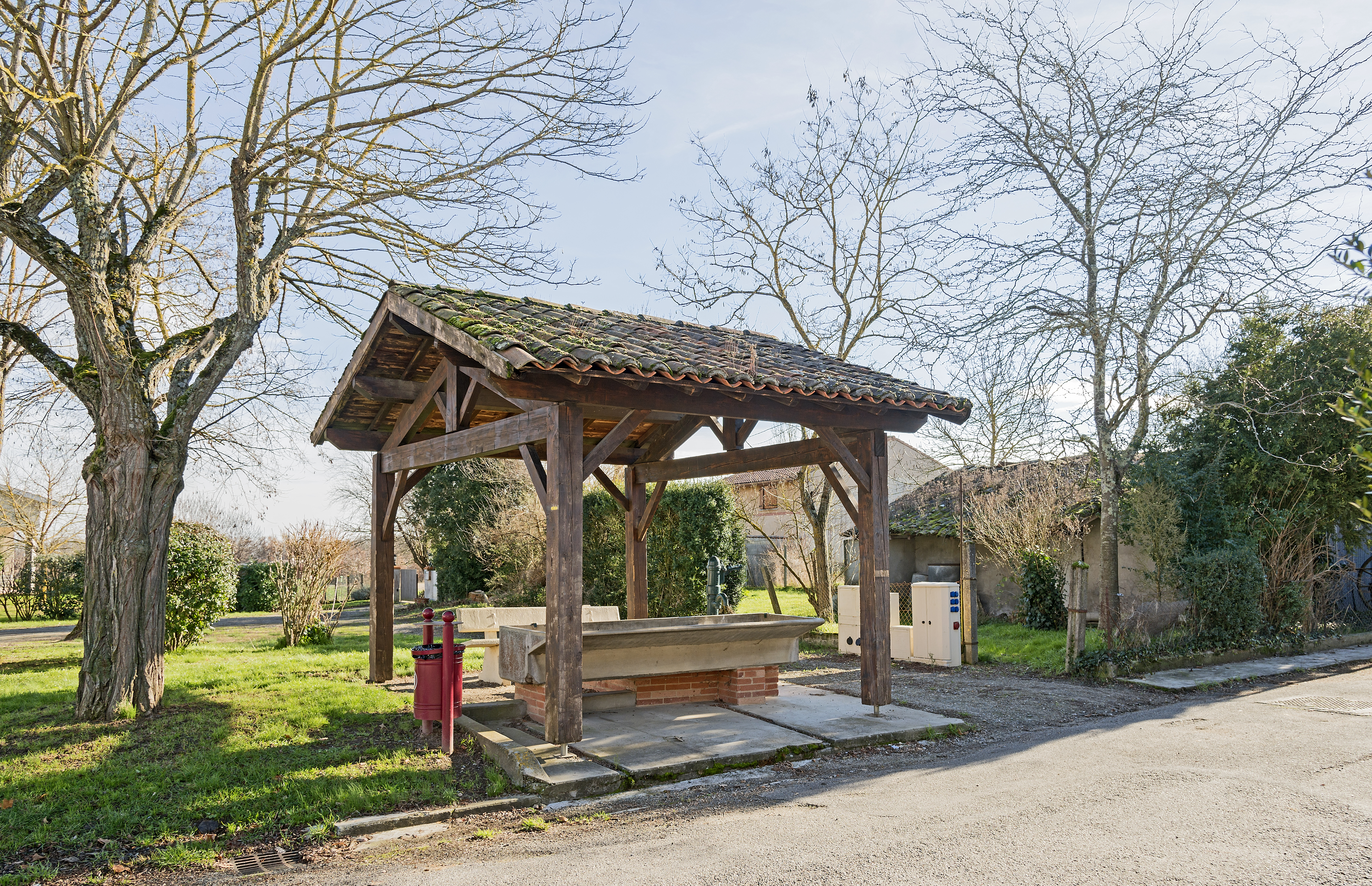
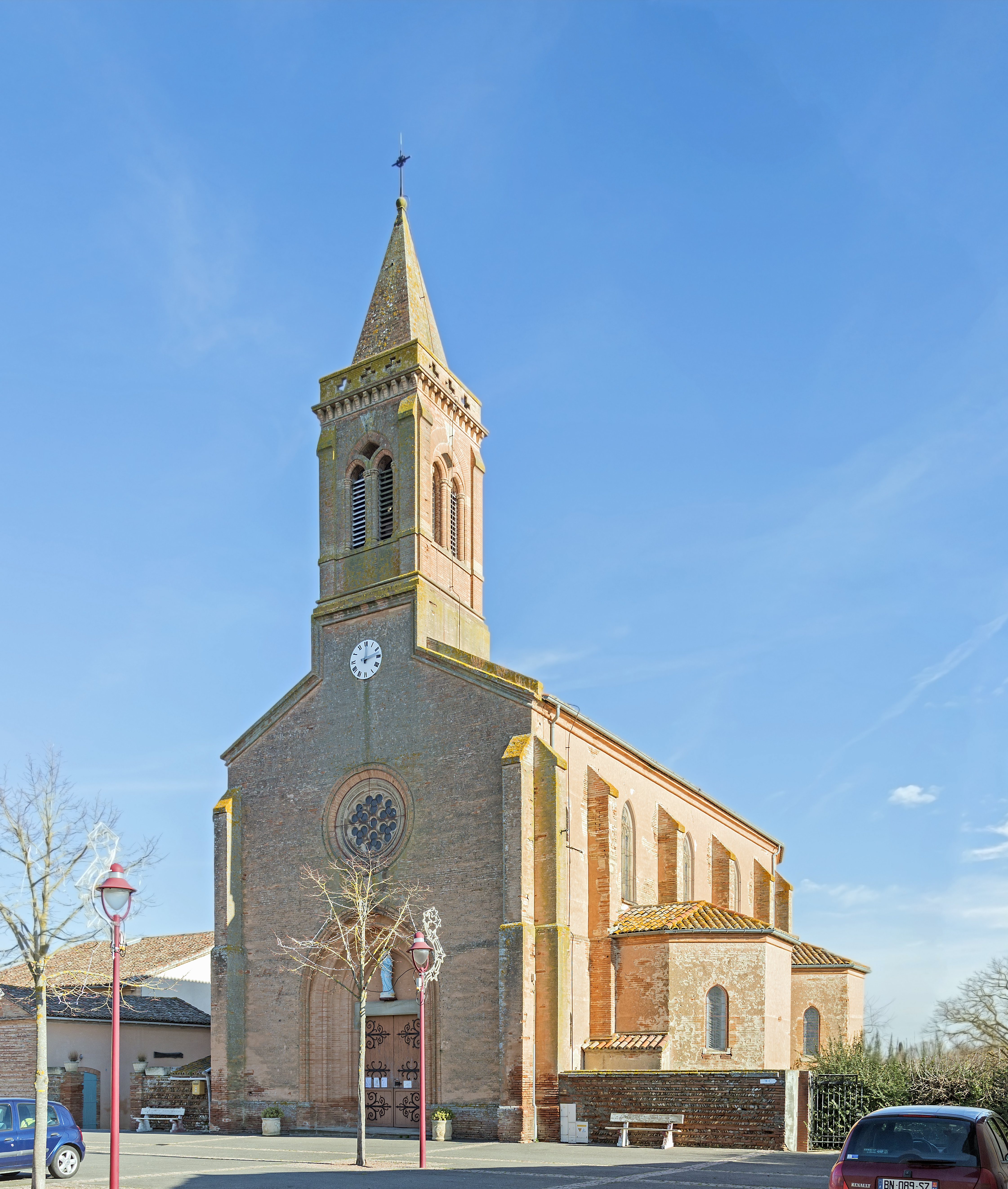
Església.